# Hexachlordisilan
Hexachlordisilan je anorganická sloučenina se vzorcem Si2Cl6. Jedná se o bezbarvou, na vzduchu dýmavou kapalinu. Používá se na přípravu křemíku a jeho sloučenin.

## Struktura a příprava
Hexachlordisilan má strukturu podobnou ethanu, délka vazby Si-Si je 233 pm.
Připravuje se chlorací silicidů, jako je například silicid vápenatý. Reakce probíhá podle této rovnice:
CaSi2 + 4 Cl2 → Si2Cl6 + CaCl2

## Reakce a použití
Na vzduchu a v dusíkové atmosféře je hexachlordisilan po několik hodin stabilní i při 400 °C, ovšem za přítomnosti Lewisových zásad se i při pokojové teplotě rozkládá na dodekachlorneopentasilan a chlorid křemičitý:
4 Si2Cl6 → 3 SiCl4 + Si5Cl12
Tato přeměna se využívá při výrobě křemíkových polovodičů, využívaných například ve fotovoltaických článcích.
Hexachlordisilan je také možné použít k deoxygenačním reakcím, jako je následující obecná reakce s využitím fosfinoxidu:
2 Si2Cl6 + OPR3 → OSi2Cl6 + PR3